# Municipio de Union (condado de O'Brien)
El municipio de Union (en inglés: Union Township) es un municipio ubicado en el condado de O'Brien en el estado estadounidense de Iowa. En el año 2010 tenía una población de 1272 habitantes y una densidad poblacional de 13,66 personas por km².

## Geografía
El municipio de Union se encuentra ubicado en las coordenadas 42°56′50″N 95°40′27″O / 42.94722, -95.67417. Según la Oficina del Censo de los Estados Unidos, el municipio tiene una superficie total de 93.13 km², de la cual 92,97 km² corresponden a tierra firme y (0,18 %) 0,17 km² es agua.

## Demografía
Según el censo de 2010, había 1272 personas residiendo en el municipio de Union. La densidad de población era de 13,66 hab./km². De los 1272 habitantes, el municipio de Union estaba compuesto por el 98,58 % blancos, el 0,63 % eran afroamericanos, el 0,08 % eran amerindios, el 0,08 % eran de otras razas y el 0,63 % eran de una mezcla de razas. Del total de la población el 1,26 % eran hispanos o latinos de cualquier raza.